# 区位码 (国标)
区位码是1980年中国制定的一个字符编码标准。每一个字符都有对应一个4位十进制数字码位表示，其中前两位为“区”，后两位为“位”。中文汉字的编号区号是从16开始的，位号从1开始。 
GB/T 2312的EUC-CN编码就是基于区位码，使用双字节编码表示中文和中文符号。GB/T 2312编码方式是：0xA0+区号，0xA0+位号。如“安”，区位号是16-18（十进制），那么“安”字的GB2312编码就是 0xA0+16  0xA0+18 也就是<B0 B2>。根据区位码表，GB/T 2312的汉字编码范围是<B0 A1>-<F7 FE>。
直接向计算机输入区位码而得到汉字的方法叫做区位输入法。相应地，输入国标码（ISO 2022）而得到汉字的方法叫做GB内码输入法。在DOS时代，许多中文系统都实现了国标码及区位码输入法。普通用户一般不使用这些输入法，在DOS被Windows系统取代后，国标码和区位码输入法已少有人使用。
Windows 95至2000、Me中，有“区位输入法”和“内码输入法”；Windows XP中，有“中文(简体) - 内码”；Windows Vista起，該輸入法被移除，須從XP系統中移植WinGB.IME方可使用。